# Каяк (Новосибірська область)
Каяк (рос. Каяк) — селище у Чулимському районі Новосибірської області Російської Федерації.
Входить до складу муніципального утворення Каяцька сільрада. Населення становить 44 особи (2010).

## Історія
Згідно із законом від 2 червня 2004 року органом місцевого самоврядування є Каяцька сільрада.

## Населення
| 2002 | 2007 | 2010 |
| ---- | ---- | ---- |
| 60   | ↘56  | ↘44  |